# Lehrdewiesen
Die Lehrdewiesen sind ein Landschaftsschutzgebiet in der niedersächsischen Gemeinde Kirchlinteln im Landkreis Verden.

## Allgemeines
Das Landschaftsschutzgebiet ist rund 313 Hektar groß. Ein Großteil des Landschaftsschutzgebietes ist Bestandteil des FFH-Gebietes „Lehrde und Eich“. Es grenzt an das Naturschutzgebiet „Lehrdetal“, im Nordosten auch an das Naturschutzgebiet „Verdener Moor“ und im Westen an das Naturschutzgebiet „Untere Allerniederung im Landkreis Verden“. Im Südwesten grenzt es an das Landschaftsschutzgebiet „Oterser Dünen“, von dem ein kleiner Teil im Landschaftsschutzgebiet „Lehrdewiesen“ aufging. Das Landschaftsschutzgebiet ersetzte die Teile des Landschaftsschutzgebietes „Lehrdetal im Landkreis Verden“, die nicht im Naturschutzgebiet „Lehrdetal“ aufgingen. Das Gebiet steht seit dem 12. Januar 2019 unter Landschaftsschutz.

## Beschreibung
Das aus mehreren Teilflächen bestehende Landschaftsschutzgebiet erstreckt sich entlang der Niederung der Lehrde zwischen der Kreisstraße 22 an der Kreisgrenze zu den Landkreisen Rotenburg (Wümme) und Heidekreis und dem Allerdeich vor der Mündung der Lehrde in die Aller. Es stellt dabei auf beiden Seiten der Lehrde liegende Flächen unter Schutz, die direkt an das Naturschutzgebiet „Lehrdetal“ angrenzen. Das Gebiet liegt im Überflutungsbereich der Lehrde und seiner Nebenbäche.
Das Landschaftsschutzgebiet wird überwiegend von landwirtschaftlichen Nutzflächen geprägt. Dazwischen liegen Hecken, Gehölzgruppen und kleinflächige Wälder, die als Eichen-Mischwälder, Eichen-Hainbuchenwälder und Buchenwälder in erster Linie mit Stieleiche, Eberesche, Hängebirke, Hainbuche, Vogelkirsche und Rotbuche sowie Au- und Erlenbruchwälder mit Erlen und Eschen ausgebildet sind. In den Eichenwäldern wird die Strauchschicht in erster Linie von Hasel, Eingriffeliger Weißdorn und Schlehdorn gebildet. In der Krautschicht siedeln Waldfrauenfarn, Dorniger Wurmfarn, Große Sternmiere, Waldsauerklee, Waldgeißblatt und Kleines Springkraut. In den Buchenwäldern fehlt die Strauchschicht weitgehend, die Krautschicht ist nur spärlich mit Drahtschmiele und Dornigem Wurmfarn sowie Hainrispengras, Vielblütiger Weißwurz und Großer Sternmiere ausgebildet. Hecken werden in erster Linie von Stieleiche, Schwarzerle, Esche, Eberesche, Espe und Hängebirke gebildet. Dazu gesellen sich Eingriffeliger Weißdorn, Schlehdorn, Hasel, Europäisches Pfaffenhütchen, Gewöhnlicher Schneeball, Gewöhnliche Traubenkirsche, Grauweide und Faulbaum. Die landwirtschaftlichen Nutzflächen werden vielfach als Grünland bewirtschaftet. Sie sind teilweise als Feuchtwiesen und Mähwiesen auf mageren Standorten ausgeprägt. Weiterhin sind Hochstaudenfluren, Röhrichte, Riede und Sümpfe ausgebildet.
Auf extensiv genutzten Grünlandflächen sind Wiesen mit Gewöhnlicher Schafgarbe, Spitzwegerich, Scharfem Hahnenfuß, Großem Sauerampfer, Gamanderehrenpreis, Gänseblümchen, Grassternmiere, Rotschwingel, Gewöhnlichem Ruchgras, Wiesenschaumkraut, Wiesenfuchsschwanz und Wolligem Honiggras zu finden. Dazu gesellen sich teilweise Kriechender Günsel und Vogelwicke. Auf feuchten Standorten sind auch Kuckuckslichtnelke, Sumpfhornklee und Wiesensegge zu finden. Grünländer auf nassen Standorten sind oft reich an Seggen und Binsen. Sie beherbergen je nach Ausprägung Flatterbinse, Wiesensegge, Schlanksegge, Waldsimse, Gewöhnliche Sumpfbinse und vereinzelt Spitzblütige Binse sowie Großen Sauerampfer, Gewöhnliches Ruchgras, Weißes Straußgras, Knickfuchsschwanz, Wiesenschaumkraut, Kriechenden Hahnenfuß, Scharfen Hahnenfuß, Brennenden Hahnenfuß, Echtes Mädesüß, Gewöhnlichen Gilbweiderich, Gewöhnlichen Wolfstrapp und Sumpfdotterblume. Versumpfte Bereiche beherbergen in erster Linie Schlanksegge, Blasensegge, Rispensegge, Flatterbinse und Waldsimse. Die Hochstaudenfluren sind überwiegend als Uferstaudenfluren u. a. mit Wasserdost, Gewöhnlichem Gilbweiderich, Sumpfziest, Gelber Wiesenraute, Waldengelwurz und Gewöhnlichem Blutweiderich ausgebildet. Röhrichte werden in erster Linie von Schilfrohr gebildet.
Stellenweise sind Stillgewässer zu finden, die teilweise aus Altarmen der Lehrde entstanden sind. Teilweise siedeln Gelbe Teichrose und Schwimmendes Laichkraut sowie sporadisch Kleine Wasserlinse und Vielwurzelige Teichlinse. Entlang der Uferzonen sind vielfach Schilfrohr, Flatterbinse, Rispensegge, Sumpfschwertlilie und Gewöhnlicher Froschlöffel zu finden. Stellenweise stocken Gehölze wie Schwarzerle und Grauweide. Außerdem verlaufen Nebenbäche der Lehrde und Gräben durch das Landschaftsschutzgebiet. Der Beverbach, der der Lehrde bei Ihlden, und der Vethbach, der der Lehrde unterhalb von Wittlohe zufließt, verfügen über flutende Wasservegetation, die in erster Linie aus Einfachem Igelkolben und Schwimmendem Laichkraut gebildet wird.
Die Niederung der Lehrde ist Lebensraum und Wanderkorridor für Fischotter und Biber. Für verschiedene Fledermäuse, darunter Großes Mausohr, Bechsteinfledermaus und Mopsfledermaus, sind Wälder und Niederung Lebensraum und Nahrungshabitat. Das Gebiet hat eine Bedeutung für die Grüne Flussjungfer.
Im Gebiet brüten u. a. die Vogelarten Goldammer, Dorngrasmücke, Feldlerche, Schafstelze, Bluthänfling, Neuntöter und Kuckuck. Weiterhin ist es Nahrungshabitat für Weißstorch und Graureiher sowie mehrere Greifvogelarten, darunter Rotmilan, Schwarzmilan, Mäusebussard und Turmfalke. In den Wintermonaten sind neben anderen auch Silberreiher, Kornweihe und Raubwürger als Gastvögel anzutreffen.
Die Fließgewässer beherbergen Vorkommen des Bach- und des Flussneunauges.